# Simulatore di vita

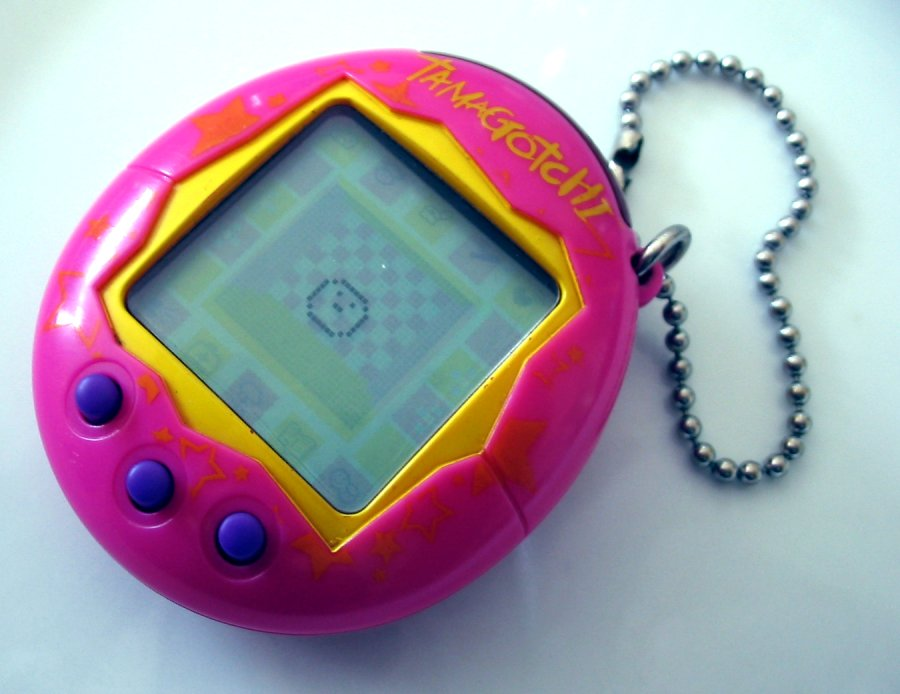
Tamagotchi

Un simulatore di vita è un genere di videogiochi di simulazione nel quale il giocatore controlla una o più persone artificiali.
Questo genere di videogiochi si possono concentrare sugli aspetti biologici (e evoluzionistici) o sociali delle forme di vita artificiali.
- Nelle simulazioni biologiche il giocatore controlla le forme di vita e può eseguire esperimenti di genetica, sopravvivenza o di controllo dell'ecosistema, questi giochi sono anche giochi educativi.
- Nelle simulazioni evoluzionistiche il giocatore controlla l'evoluzione delle specie simulate con l'obiettivo di svilupparle.
- Nelle simulazioni sociali il giocatore controlla le relazioni sociali di uno o più personaggi.

Un quarto tipo di simulatore di vita riguarda la simulazione di animali domestici virtuali. Questo genere di giochi limita la simulazione alla cura e alla compagnia dell'animale.

## Titoli per categoria

### Simulazioni biologiche
- Creatures
- Creatures 2
- Creatures 3
- Lion
- Odell Lake
- Science Horizons Survival
- SimAnt
- Wolf
- Seaman
- Tamagotchi
- Pou
- Virtual Pet

#### Simulazioni evoluzionistiche
- Eco
- E.V.O.: Search for Eden
- Evolution: The Game of Intelligent Life
- Seventh Cross Evolution
- SimEarth
- SimLife
- Spore

### Simulatori sociali
- Alter Ego
- Amber Isle
- Animal Crossing
- Eccky
- Harvest Moon
- InstLife
- InZoi
- Jones in the Fast Lane
- Kudos
- Life: the Social Game (social game ispirato al Gioco della vita di John Conway) - sito ufficiale
- Little Computer People
- My Life My Love - Boku no Yume - Watashi no Negai
- Second Life
- Singles - Flirt up your life! (simulazione di vita di coppia) - sito ufficiale Archiviato il 16 aprile 2009 in Internet Archive.
- Singles 2 - Cuori in affitto (Singles 2 - Triple Trouble) (simulazione di vita di coppia) - sito ufficiale
- Tomodachi Life
- The Sims
- Virtual Villagers
- Habbo Hotel